# Торопецко-Холмская операция
Торопецко-Холмская операция — наступательная операция советских войск во время Великой Отечественной войны с целью окружения крупных группировок немецких войск, в особенности ржевской группировки (см. битва за Ржев), против которой была также направлена одновременная Ржевско-Вяземская операция. Проводилась с 9 января по 6 февраля 1942 года силами ударной группировки в составе 3-й ударной армии и 4-й ударной армии левого крыла Северо-Западного фронта (с 22 января — Калининского фронта).

## Силы сторон

### РККА
- 3-я ударная армия
  - Первый эшелон: 23-я, 33-я (комдив — полковник А. К. Макарьев) и 257-я стрелковые дивизии
  - Второй эшелон: 31-я, 42-я и 54-я стрелковые бригады
  - 20-я, 21-я, 27-я, 39-я, 45-я, 48-я и 51-я стрелковые бригады
- 4-я ударная армия
  - Первый эшелон: 249-я (комдив — полковник Г. Ф. Тарасов), 332-я и 334-я стрелковые дивизии, 141-й отдельный тяжёлый танковый батальон
  - Второй эшелон: 21-я и 39-я стрелковые бригады
  - 358-я и 360-я стрелковые дивизии
  - 48-я стрелковая бригада
  - четыре лыжных батальона (в том числе 67-й и 68-й)
  - два дивизиона PC
  - 171-й отдельный танковый батальон

### Вермахт
- II армейский корпус 16-й армии группы армий «Север»
  - 123-я пехотная дивизия
  - 81-я пехотная дивизия
    - 189-й пехотный полк
    - 277-й пехотный полк (г. Великие Луки)
    - 181-й артиллерийский полк

  - кавалерийская бригада СС
- XXIII армейский корпус 9-й армии группы армий «Центр»
  - 253-я пехотная дивизия
- XXXIX армейский корпус 16-й армии группы армий «Север»
  - 218-я пехотная дивизия

## Проведение операции

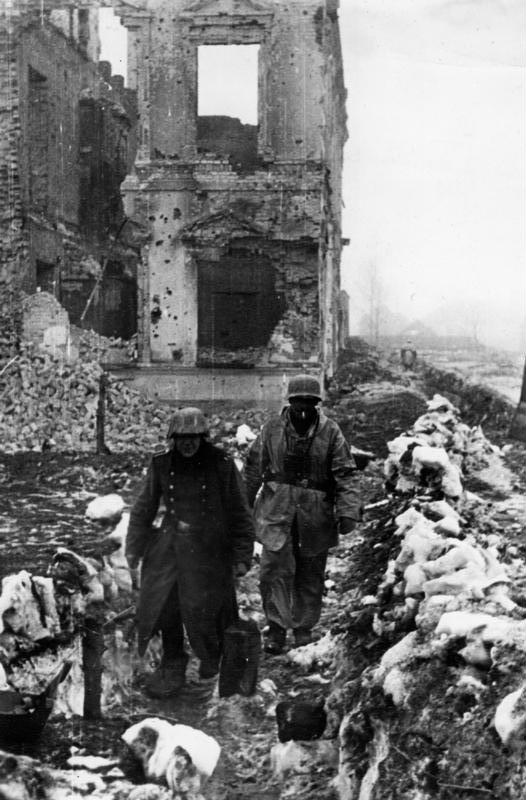
г. Холм. Март 1942 г.
Солдаты вермахта на линии обороны

В начале января 1942 года войска левого крыла (3-я и 4-я ударные армии) Северо-Западного фронта (генерал-лейтенант П. А. Курочкин) занимали оборону на рубеже восточного берега озера Селигер, города Осташков, северного берега озера Волго.
Немцы не ожидали здесь активных действий советских войск и в полосе около 100 км имели 3 пехотные дивизии и 1 кавалерийскую бригаду 16-й армии группы армий «Север».
Советское командование планировало ударом 3-й и 4-й ударных армий на стыке групп армий «Север» и «Центр» разгромить противника в озёрном районе западнее Осташкова, затем развивать успех в юго-западном направлении, обойти его ржевско-вяземскую группировку с северо-запада и во взаимодействии с войсками Калининского и Западного фронтов окружить и уничтожить её. 3-я ударная армия под командованием генерал-лейтенанта М. А. Пуркаева) должна была наступать в направлении на Холм, Великие Луки. 4-я ударная армия (генерал-полковник А. И. Ерёменко) получила задачу наступать в направлении на Торопец, Велиж. Обеспечение ударной группировки с севера возлагалось на 34-ю армию, которая имела задачу частью сил наступать на Вотолино. Изначально начало операции планировалось на 27 декабря 1941 года, но из-за трудностей сосредоточения войск и доставки необходимого количества боеприпасов, сроки начала операции были перенесены.
Прорыв обороны был запланировал на трёх участках общей шириной в 54 километра. Хотя фронт в целом не имел превосходства над противником, но на участках прорыва его удалось создать и довольно существенное (по пехоте в 6 раз, по артиллерии в 6 раз, по танкам в 10 раз). Роль подвижных соединений возлагалась на танковые и лыжные батальоны. Немецкая разведка вскрыла сосредоточение советских войск перед самым началом наступления, но принять оперативно меры противодействия немецкое командование не успело.
9 января войска 3-й и 4-й ударных армий после артиллерийской подготовки внезапно перешли в наступление. Части 3-й ударной армии прорывали немецкую оборону 4 дня и к 12 января продвинулись на 25—30 км, 4-й ударная армия действовала успешнее и прорвала тактическую зону немецкой обороны за 2 суток. 4-я ударная армия 16 января овладела г. Андреаполь, 21 января, совместно с партизанами — городом Торопец, а передовыми частями перерезала железнодорожную ветку Великие Луки — Ржев, содействуя продвижению войск левого крыла Калининского фронта, проводившего в это время Сычёвско-Вяземскую операцию. За 8 дней наступления немецкая борона была прорвана этой армией на фронте в 100 километров и на глубину от 60 до 80 километров.
Войска же 3-й ударной армии к 22 января окружили немецкий гарнизон в городе Холм и обошли демянскую группировку 16-й армии с юга. Её максимальное продвижение составило 80 километров.
В дальнейшем развитии операции негативную роль сыграло наступление армий фронта по расходящимся направлениям, и отсюда — чрезмерное растягивание линии фронта. Полоса наступления каждой дивизии всё больше и больше расширялась, соответственно первоначальное превосходство ударных группировок над противником сходило на нет. Ставка ВГК ответила отказом на просьбу командующего фронтом выделить дополнительно фронту несколько стрелковых дивизий и бригад, а также танки. А к противнику, напротив, начали поступать свежие дивизии.
Затем 3-я и 4-я ударные армии (с 22 января в составе Калининского фронта) развивали наступление на витебском и смоленском направлениях, в глубокий тыл группы армий «Центр». Часть сил 3-й ударной армии вела упорные бои с демяннской группировкой и поэтому наступательные задачи смогли выполнять только 257-я стрелковая дивизия, одна стрелковая бригада и три лыжных батальона. Они 29 января прорвались на окраину города Великие Луки, но взять город уже не смогли. В первых числах февраля 4-я ударная армия прошла с боями ещё 110 километров они вышли на подступы к Велижу и Демидову, а 249-я стрелковая дивизия 4-й ударной армии прорвалась к Витебску. Но на этом возможности для наступления иссякли и здесь.
Для остановки наступления советских войск немецкое командование выдвинуло против них 4 пехотных дивизии, переброшенные из Западной Европы. Растянувшиеся на фронте около 300 км, войска 3-й и 4-й ударных армий вынуждены были остановиться и 6 февраля перешли к обороне.

## Бои за город Холм
На общем ходе сражения сильно отразилась борьба за город Холм. 18 января до подхода основных сил 3-й ударной армии на немецкий гарнизон города Холм был совершен сильный партизанский налёт. Для немцев это стало большой неожиданностью, к 11.00 они отступили к центру города. Там, заняв оборону у церкви и тюрьмы ГПУ, немцы успешно отражали атаки. Советская 33-я стрелковая дивизия, которая продвигалась к городу и должна была поддержать партизан, была остановлена немецкими частями восточнее Холма. Без поддержки и боеприпасов, партизаны в конце концов вынуждены были отойти ранним вечером. Однако одиночные стычки с партизанами продолжались до 21 января. 33-я стрелковая дивизия пробилась к окраинам города только 20 января, в то время как 257-я стрелковая дивизия и 31-я стрелковая бригада обходили город с юга. К 22-му января эти три соединения замкнули кольцо. Вплоть до конца января немецкие войска продолжали попытки деблокады Холма. Снаружи наступала так называемая «боевая группа Укермана», которой удалось до 31 января продвинуться в сторону котла на 10-15 км, но затем она была остановлена. Части Красной Армии отразили эту попытку деблокирования и одновременно в течение десяти дней атаковали Холм, в результате силы штурмующих также иссякли. Полки 33-й стрелковой дивизии из-за высоких потерь насчитывали теперь по 200—300 человек личного состава. Потому временно, с 1 февраля, наступление было приостановлено. Всего за десять дней в период с 18 по 28 января окружённым в Холме немцам пришлось выдержать шесть атак и провести 15 контратак. С начала февраля заработало воздушное снабжение окружённого немецкого гарнизона в Холме. Но небольшой аэродром к западу от города был примерно 200 на 500 м и находился под постоянным обстрелом советской артиллерии. Поэтому вместо воздушного моста немцы опять начали сбрасывать на парашютах контейнеры с едой и боеприпасами. Однако полностью гарантировать обеспечение гарнизона таким образом Люфтваффе было не в состоянии.
Советская 3-я ударная армия продолжала наступление в направлении на Торопец и Великие Луки. К середине февраля фронт растянулся на 200 км, и наступательный порыв был в значительной степени утрачен. Потому армия была вынуждена закрепиться на достигнутых рубежах и перейти к обороне. Хотя Холм и считался важным стратегическим транспортным узлом для советского командования, тем не менее основные силы концентрировались на гораздо более крупном котле под Демянском, где в окружении оказались 6 немецких дивизий. Таким образом запланированный разгром Демянского котла имел первостепенное значение, и советские части под Холмом должны были полагаться лишь на собственные силы.
Тем не менее задача овладения Холмом с Калининского фронта снята не была, и уже после завершения Торопецко-Холмской операции ожесточённая борьба за город продолжалась. 13 февраля осаждавшие Холм советские войска начали концентрированными силами новый штурм города. В центре обороны находилось здание тюрьмы ГПУ, одно из немногих крепких строений в городе, которое стало важнейшим опорным пунктом. В последующие дни немецкие оккупанты вынуждены были частично отступить из северо-западного района и из восточной части города. Но вскоре немцы получили подкрепление по воздуху в виде роты парашютистов-десантников. Ввод этих десантников дал оборонявшимся немцам возможность отражать советские атаки вплоть до 26 февраля. Но обстрел города из артиллерии вёлся практически непрерывно. К середине марта советским войскам удалось захватить девять каменных домов и кладбище в северо-восточной части города. С начала до середины апреля Красная Армия возобновила атаки, чтобы воспользоваться преимуществами, обусловленными переменой погоды — начался ледоход, и фактически немецкие войска были разделены на четыре части. При массированной поддержке артиллерии и танков советским войскам удалось занять северную и северо-восточную части города, но дальше продвинуться не получилось. Немцам большую поддержку оказывала многочисленная артиллерия, поддерживавшая осаждённых в внешнего фронта окружения и открывавшая массированный огонь по советским войскам по первому вызову.

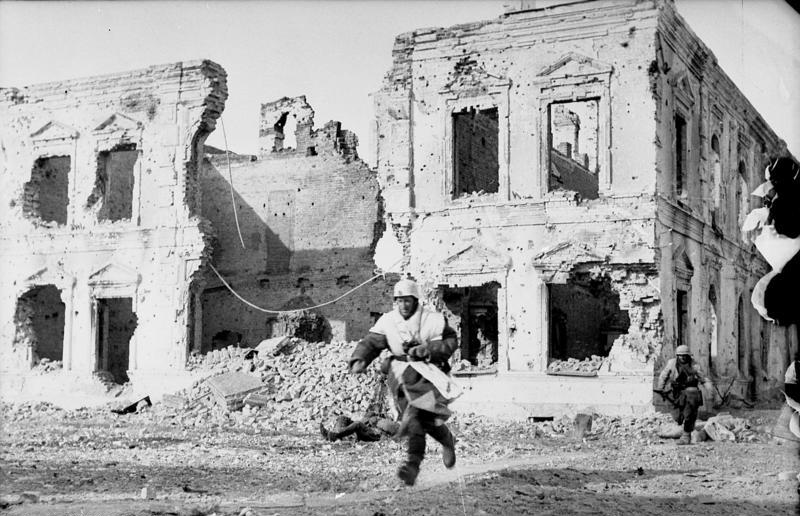
Немецкие солдаты в зимних маскхалатах пересекают бегом открытую местность, г. Холм. Январь 1942 г.

К началу мая советская разведка узнала о сосредоточении боевой группы Ланга для деблокирования окруженного гарнизона, и 1 мая советские войска предприняли очередную попытку уничтожить окруженный гарнизон. Следующие три дня советские войска непрерывно штурмовали город, но понесли большие потери и не смогли продвинуться. Тем временем утром 5 мая 1942 года в 6:20 ударная группа при поддержке штурмовой артиллерии под командованием генерал-лейтенанта барона фон Хохенхаузера достигла Холма. К 16:10 был проложен кабель телефонной связи, а в 16:25 в Холм вошёл полноценный батальон из «группы Ланга». Хотя сразу после деблокады котла в Холм незамедлительно прибыли для инспекции командир XXXIX танкового корпуса генерал танковых войск Ганс-Юрген фон Арним и командующий 16-й армией генерал-полковник Эрнст Буш, бои за город продолжались. Только 18 мая советские войска отступили с южной окраины, а северная часть была занята немцами вновь 8 июня 1942 года. Город Холм оставался под немецкой оккупацией до 21 февраля 1944 года.
Всего в боях в котле было убито 1550 немецких солдат. около 2200 было ранено. О советских потерях конкретных данных в литературе не имеется.
В результате этих боев город Холм был практически полностью разрушен.

## Итоги операции
В результате Торопецко-Холмской операции советские войска продвинулись до 250 км, освободили свыше 1000 населенных пунктов и нарушили оперативное взаимодействие между группами армий «Север» и «Центр». По отношению к незначительным, по меркам Второй мировой, силам, использованным Красной армией для прорыва немецкого фронта, советское наступление достигло впечатляющего успеха как по отбитой у Вермахта территории (до 40 000 км²), так и по нанесённому противнику ущербу. Темпы продвижения соединений 3-й и 4-й ударных армий были самыми высокими среди частей, участвовавших в контрнаступлении РККА зимой 1941-1942 гг. и составляли 10-12 км в день.
Однако возникшие оперативные возможности не были достаточно использованы, и главные задачи — разгром ржевско-вяземской и демянской группировок немецких войск — выполнены не были. Находясь на северо-западе от ржевско-вяземской группировки, советские ударные армии угрожали ей полным окружением, однако поражение Красной армии под Сычёвкой и Вязьмой свело успех на нет. Были и субъективные факторы для неудачи — наступление ударных группировок велось по расходящимся направлениям, резервы для развития успехов отсутствовали, а снабжение наступавших войск в условиях зимнего бездорожья было крайне неудовлетворительным.
Немецкий Ржевский выступ просуществовал до начала 1943 года. Окружённая демянская группировка противника, состоящая из 90-100 тысяч человек, названная Демянским котлом, пробила коридор на запад к 21 апреля 1942 года и была организованно эвакуирована спустя год в период с 16-17 февраля по 1 марта 1943 года, несмотря на усилия Красной Армии в ходе Демянской наступательной операции 1943 года.